# Der Club der gebrochenen Herzen
Der Film Der Club der gebrochenen Herzen – Eine romantische Komödie erzählt aus dem Leben einer Gruppe homosexueller Freunde in West-Hollywood. Regie führte Greg Berlanti, von dem auch das Drehbuch stammt.

## Handlung
Zu der Gruppe gehören Dennis, ein Fotograf, der sich oft um den Zusammenhalt der Freunde kümmert; Cole, ein gutaussehender und charismatischer Schauspieler, der – zumeist unabsichtlich – mit den Freunden anderer im Bett landet; Benji, das jüngste Mitglied der Gruppe, mit einem Hang zu muskel-bepackten Männern, Howie, ein Psychologie-Student, bekannt dafür, jede Situation bis ins Tiefste zu analysieren; Patrick, der Zyniker der Gruppe und Taylor, der häufig mit seiner dauerhaften Beziehung angab, die nun just in die Brüche ging.
Über allen steht Restaurant-Besitzer Jack, der sie mit seinen Ratschlägen unterstützt. Die Freundschaft wird jedoch auf die Probe gestellt, als Cole seine neueste Eroberung, den 19-jährigen Kevin in die Gruppe einführt. Die acht Freunde müssen einige herbe Tiefschläge und Tragödien verkraften.

## Hintergründe
In Nebenrollen sind Stars wie Nia Long, Mary McCormack, Justin Theroux und Kerr Smith zu sehen. Smith kannte Regisseur Berlanti schon von der gemeinsamen Arbeit bei der Jugendserie Dawson’s Creek. Als er das Drehbuch las, war er so begeistert, dass er Berlanti bat, ihm in dem Film eine Rolle zu geben.

## Synchronisation
Der Film wurde bei der Hermes Synchron vertont. Frank Schaff schrieb das Dialogbuch und führte die Dialogregie.
| Rolle    | Schauspieler      | Synchronsprecher   |
| -------- | ----------------- | ------------------ |
| Benji    | Zach Braff        | Simon Jäger        |
| Cole     | Dean Cain         | David Nathan       |
| Dennis   | Timothy Olyphant  | Matthias Hinze     |
| Howie    | Matt McGrath      | Frank Schaff       |
| Jack     | John Mahoney      | Hasso Zorn         |
| Kevin    | Andrew Keegan     | Marcel Collé       |
| Patrick  | Ben Weber         | Peter Flechtner    |
| Taylor   | Billy Porter      | Stefan Krause      |
| Anne     | Mary McCormack    | Christin Marquitan |
| Betty    | Jennifer Coolidge | Heike Schroetter   |
| Leslie   | Nia Long          | Sandra Schwittau   |
| Marshall | Justin Theroux    | Oliver Feld        |

## Kritiken
„Interessanter Versuch einer romantischen Komödie im homosexuellen Milieu, der gute Unterhaltungsansätze und gelungene Gags vorweist, aber kaum Ambitionen zur Vertiefung der angeschnittenen Probleme erkennen lässt.“